# Палієнко Микола Олександрович
Палієнко Микола Олександрович (3 жовтня 1944 року, Семенівка, Миколаївська область — 16 лютого 2022, Одеса) — український поет. Заслужений працівник культури України.

## Біографічні відомості
Палієнко Микола Олександрович народився 3 жовтня, 1944 року в селі Семенівка. Тут він здобув середню освіту. 
Він закінчив філологічний факультет Одеського державного університету імені Іллі Ілліча Мечникова, згодом й літературні курси при літературному інституті імені Максима Горького у Москві. По закінченню літературних курсів поет видав низку поетичних книжок: «Зелені космодроми», «Тяжіння поля», «Лукашева сопілка», «Заповідаю долю», «Щедриця». Микола Палієнко працював у редакціях газет та кореспондентом Одеського обласного радіо. Був заступником голови правління Одеської організації Національної Спілки Письменників України. Він є головою обласного літературного об'єднання, літературним консультантом.
Помер 16 лютого 2022 року.

## Літературна діяльність
Микола Палієнко
Основними темами у творчості Миколи Палієнка є чарівність рідної землі, її природа, героїчне минуле (його піднесення та возвеличення), сучасне українського народу .
Всі його вірші є цікавим та новим відкриттям в уяві читача. Микола Олександрович також у віршах висвітлює й сьогодення рідної мови, чорнобильське відлуння.

### Твори поета
Вірші:
- «Біля Софії»;
- «Лірика»;
- «Пейзажі»;
- «Дике поле»;
- «Серпень»;
- «Ріки»;
- «Заповідь»;
- «Домівка»;
- «Калинові Моринці»;
- «Де цвіло»;
- «Грона»;
- «Прощшиє літо електричка».
- «Балада про рідну мову»

Книжки:
- «Лукашєва сопілка»;
- «Щедриця»;
- «Тяжіння поля»;
- «Заповідаю долю»;
- «Зелені космодроми».

## Нагороди
- Лауреат літературної премії імені Павла Тичини за 2007 рік, звання присуджено рішенням авторитетного журі Національної Спілки Письменників за книжку вибраних віршів «Щоб Україна пам'ятала волю»(М. Палієнко є третім нашим поетом — земляком, який удостоєний премії П. Тичини, після О. Резніченка і В. Бойченка)
- У конкурсі, який проводили Національна Спілка Письменників України і товариство «Просвіта» "Українська мова — мова державна ", Миколі Палієнко присуджено перше місце за «Баладу про рідну мову».
- Лауреат Всеукраїнської літературної премії імені Макара Посмітного.